# SAO 20575
SAO 20575 ( BD 60 2522 / 4279-1582-1 TYC) è la stella centrale della Nebulosa Bolla, situata nella costellazione di Cassiopea. Non è inclusa nel Catalogo Henry Draper, ed è conosciuta con il suo numero del catalogo SAO o del catalogo Bonner Durchmusterung.
Osservazioni effettuate con il Far Ultraviolet Spectroscopic Explorer (FUSE), mostrano che la stella è responsabile dell'illuminazione della Regione H II S162, e il suo forte vento stellare ha ripulito una parte del materiale della stessa dando luogo all'involucro sferico.

## Caratteristiche
Con una magnitudine apparente di +8,70, SAO 20575 è una gigante blu di classe spettrale O6,5III: possiede una temperatura superficiale molto alta, di circa 37.500 K, e una massa compresa tra le 9 e 20 masse solari.
Diversi studi forniscono per la velocità di rotazione valori che vanno da 178 a 214 km/s: anche se il periodo di rotazione non è noto, alcune righe spettrali variano con un "periodo" di 2,94 giorni, che potrebbe essere in relazione con la rotazione stellare.
Non c'è unanimità per quanto riguarda la distanza: mentre alcune fonti riportano una distanza di 7100 anni luce, altre ne indicano una ancora maggiore, di circa 11.000 anni luce: in quest'ultimo caso, la sua luminosità corrisponderebbe a circa 600.000 volte il Sole e la sua magnitudine assoluta misurerebbe -6,3.